# 墨脱裂睑蜥
墨脱裂睑蜥（学名：Protoblepharus medogensis）一种于中华人民共和国西藏自治区墨脱县发现的爬行动物，隶属于石龙子科原睑蜥属。